# One More Dream
『One More Dream』（ワン・モア・ドリーム）は、日本の女性歌手グループ、SPEEDの12枚目のシングル。1度目の再結成時にリリースされた楽曲である。

## 解説
- 4人が2001年10月をもってSONIC GROOVEへとレーベルを移籍したため、SPEED関連のシングルとしてはTOY'S FACTORYからの最後のリリース作となった。
- 「See阪神・淡路キャンペーン」のキャンペーンソングとして書き下ろされた。
- カップリングには「White Love」のニューバージョンが収録されている。なお、このトラックでは2番のサビが省略されている。
- ビデオクリップは、スタジオで4人が歌う姿をメインにしたシンプルなものになっている。
- 完全初回限定生産で、追加生産はされなかった。

## 収録曲
1. One More Dream
作詞・作曲：伊秩弘将　編曲：水島康貴
2. White Love（New Recording）
作詞・作曲：伊秩弘将　編曲：水島康貴
3. One More Dream～願い～

## カタログ
TFCC-89016 定価￥1,050（廃盤）